# Scatopsciara unicalcarata
Scatopsciara unicalcarata är en tvåvingeart som först beskrevs av Edwards 1927.  Scatopsciara unicalcarata ingår i släktet Scatopsciara och familjen sorgmyggor. Inga underarter finns listade i Catalogue of Life.